# はまゆう (日本カーフェリー)
はまゆうは、宮崎カーフェリー（初代）、日本カーフェリーが運航していたフェリー。

## 概要
宮崎カーフェリーの第一船として林兼造船下関造船所で建造され、1971年11月7日に神戸 - 日向航路に就航した。
1975年11月、大阪航路へ転配され、同じく神戸航路に就航していた僚船のるぴなすは海外売船された。
1992年12月、美々津丸の大阪航路への転配により引退した。
1993年、フィリピンのアボイティスへ売却された。
1996年、スーパーフェリーに売却され、SUPERFERRY 3と改名して就航した。
2000年、入渠中に火災が発生し焼損、廃船となった。

### 航路
宮崎カーフェリー（→日本カーフェリー）
- 神戸港（東神戸フェリーセンター） - 細島港

本船の就航により、日向航路は隔日運航から毎日運航へ増便された。当初は、日本カーフェリーから用船していたはいびすかすと運航されたが、るぴなすの就航により、「はいびすかす」は返却された。
日本カーフェリー
- 大阪港 - 細島港

スーパーフェリー
- マニラ - セブ - タグビララン - ダバオ[3]

## 船内
ふぇにっくす型の準同型船だが、夜間航行が中心の航路事情を反映しラウンジのバー機能を強め、供食施設はグリルレストランを設けず一般レストランを広くとりカフェテリア式の営業にすると行った変更が行われた。

### 船室
- 貴賓室（2名）
- 特等（60名）
- 一等（214名）
- 二等（668名）
- ドライバー室（36名）